# 여성의 권리는 인권이다

중국 베이징에서 연설하는 힐러리 클린턴.

여성의 권리는 인권이다(Women's rights are human rights) 또는 여성의 권리가 인권이다는 여성주의의 유명 슬로건의 하나이다.

## 같이 보기
- 여성의 권리